# Andrew Athens

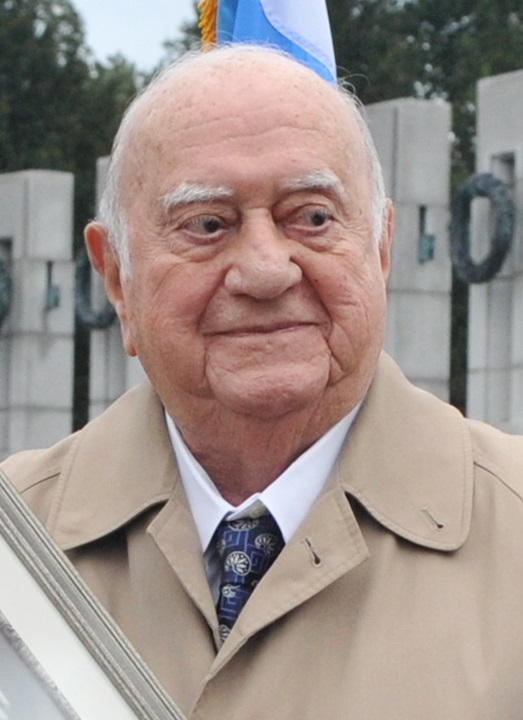
Andrew Athens, 2011

Andrew A. Athens (* 7. November 1921 als Andreas Athanassoulias in Chicago; † 14. März 2013 ebenda) war ein US-amerikanischer Geschäftsmann, Philanthrop und Kriegsveteran griechischer Abstammung, der für seine militärischen Leistungen und seine humanitären Bemühungen vielfach ausgezeichnet wurde.

## Zweiter Weltkrieg
Unmittelbar nach dem Angriff auf Pearl Harbour verpflichtete sich Athens zum Militärdienst in der US-Armee und wurde nach zur 42 Tagen Dienstzeit zum Staff Sergeant befördert. Im Range eines Captains kämpfte er später in Europa und auch in der Schlacht von El Alamein. Für herausragende Leistungen wurde er 1945 mit dem Bronze Star und der Army Commendation Medal ausgezeichnet. Während der Stationierung in Belgien lernte er seine spätere Frau Louise kennen, die er am 12. November 1945 in der griechisch-orthodoxen Kirche von Brüssel heiratete und mit der er 67 Jahre verheiratet blieb. Er blieb nach dem Krieg zunächst in Europa und erhielt von den Regierungen Belgiens und Ungarns Auszeichnungen für seine Aufbauleistungen zerstörter Infrastruktur. In Belgien wurde er zum Kommandeur des Leopoldsordens ernannt.

## Nach dem Zweiten Weltkrieg

### Wirtschaftliches und politisches Engagement

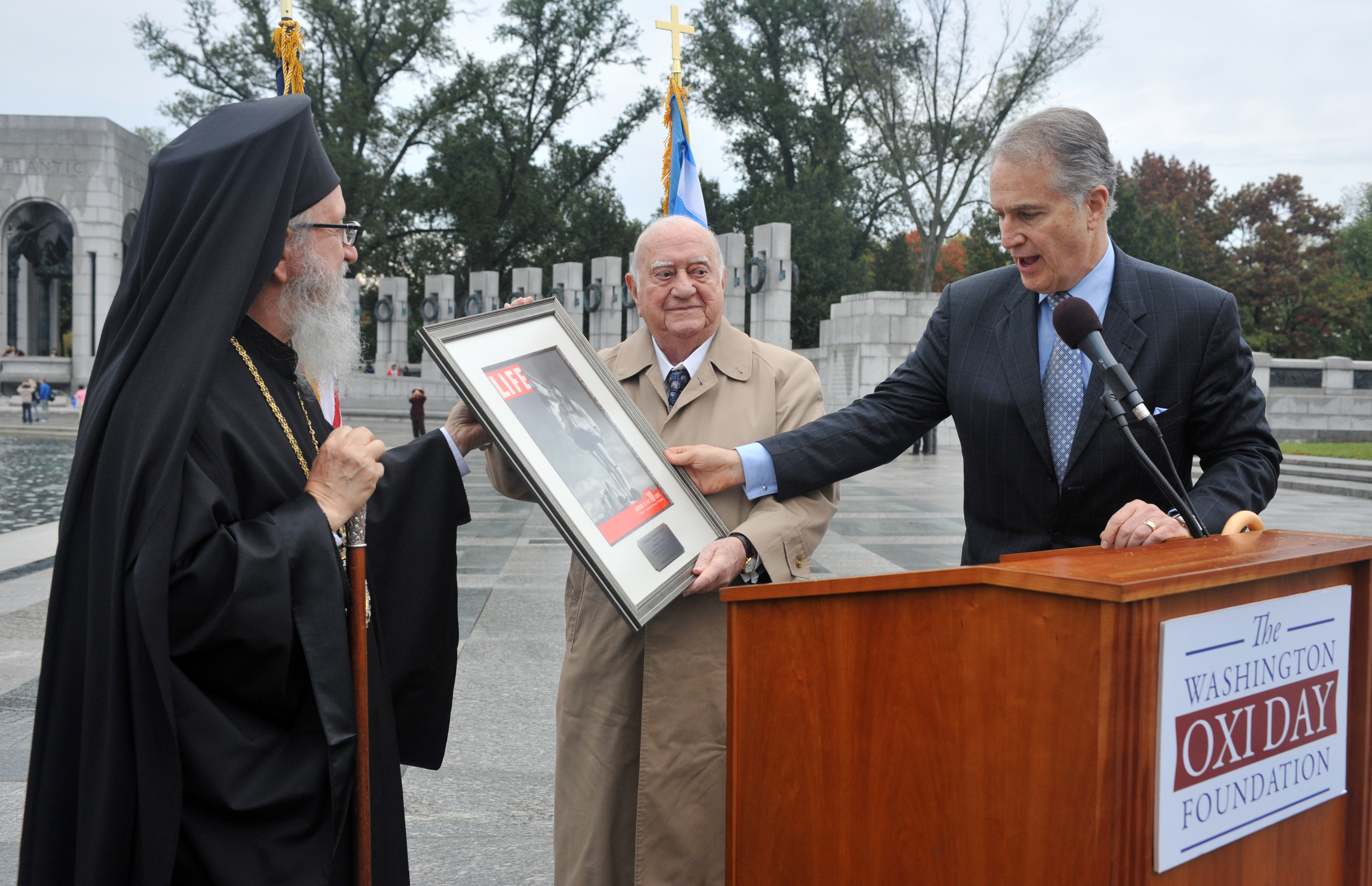
Andrew Athens bei der Verleihung des Oxi Day Award 2011

Durch Athens Bemühungen wurde die Belgische Handelskammer in Chicago eröffnet. 1950 gründete er dort mit seinem Bruder die Metron Steel Corporation und blieb bis 1991 CEO und Präsident des Unternehmens.
Nach der türkischen Invasion in Zypern gründete Athens den United Hellenic American Congress und gehörte von 1985 bis 2011 auch dem Board of Directors der vom UHAC herausgegebenen Wochenzeitung The Greek Star an. Athens wurde erster Präsident des 1995 gegründeten World Council of Hellenes Abroad und behielt diesen Posten bis zum Dezember 2006, als er einstimmig zum Ehrenpräsidenten des Council gewählt wurde.
Die griechische Regierung verlieh ihm für seine Verdienste den Phönix-Orden, von der Republik Zypern wurde er mit Großen Verdienstkreuz ausgezeichnet. Auch durch den US-Kongress wurde Athens im Oktober 2002 geehrt.
2011 wurde Athens von der Washington Oxi Day Foundation mit einem Greatest Generation Award ausgezeichnet.

### Humanitäres Engagement
Über Jahrzehnte war Athens Präsident des Beirats der Griechisch-Orthodoxen Erzdiözese von Amerika und engagierte sich in orthodoxen Wohlfahrtsorganisationen. So war er Mitbegründer des National Coordinated Effort of Hellenes und der International Orthodox Christian Charities, sowie Mitte der 1980er Jahre des Leadership 100-Stiftungsfond, dem zunächst hundert Stifter (heute rund 800) angehörten und der hohe zweistellige Millionensummen für die Orthodoxe Kirche erwirtschaftete. 1997 etablierte er Hellenicare, ein Programm zur Einrichtung kostengünstiger Kliniken zur medizinischen Versorgung von griechischen Einwanderern in der ehemaligen Sowjetunion. Vom Präsidenten Georgiens erhielt er im Jahr 2000 für seinen Einsatz die Ehrenmedaille. Athens setzte sich auch für die Beziehungen zwischen orthodoxen Kommunen und jüdischen Gemeinden ein, 2004 erhielt er den erstmals verliehenen Intergroup Relations Award des American Jewish Committee.
US-Senatorin Barbara Mikulski nannte Athens ein „Ein-Mann-Entwicklungshilfeprogramm“.